# Joachim Marquardt
Pour les articles homonymes, voir Marquardt (homonymie).
Karl Joachim Marquardt (né le 19 avril 1812 à Dantzig ; mort le 30 novembre 1882 à Gotha) est un historien allemand. Il dirige les collections du château de Friedenstein à Gotha.

## Biographie
Ses principales œuvres sont ses Institutions politiques romaines (Römische Statsverwaltung), sa Vie privée des Romains (Das Privatleben der Römer) et, en collaboration avec Wilhelm Adolf Becker (de), un Manuel des antiquités romaines (Handbuch der römischen Alterthümer), traduit en français par les historiens du droit André Weiss et Paul-Louis Lucas (1853-1919).
En tant que professeur au lycée de Gotha, Marquardt, comme avant lui le Pr Galletti, est passé à la postérité pour ses perles, dont voici un échantillon :
- « Pégase devait être très difficile à chevaucher[1] »
- « En Angleterre, la reine est toujours une femme[2]. »
- « Ce que Cicéron nous dit là est exact. Mais ce qu'il n'a pas dit (ce qu'il a omis de dire) est faux[3]. »

Les mots fameux de Marquardt ont été rassemblés et publiés en 1911 à Gotha sous le titre de Marquardtiana.

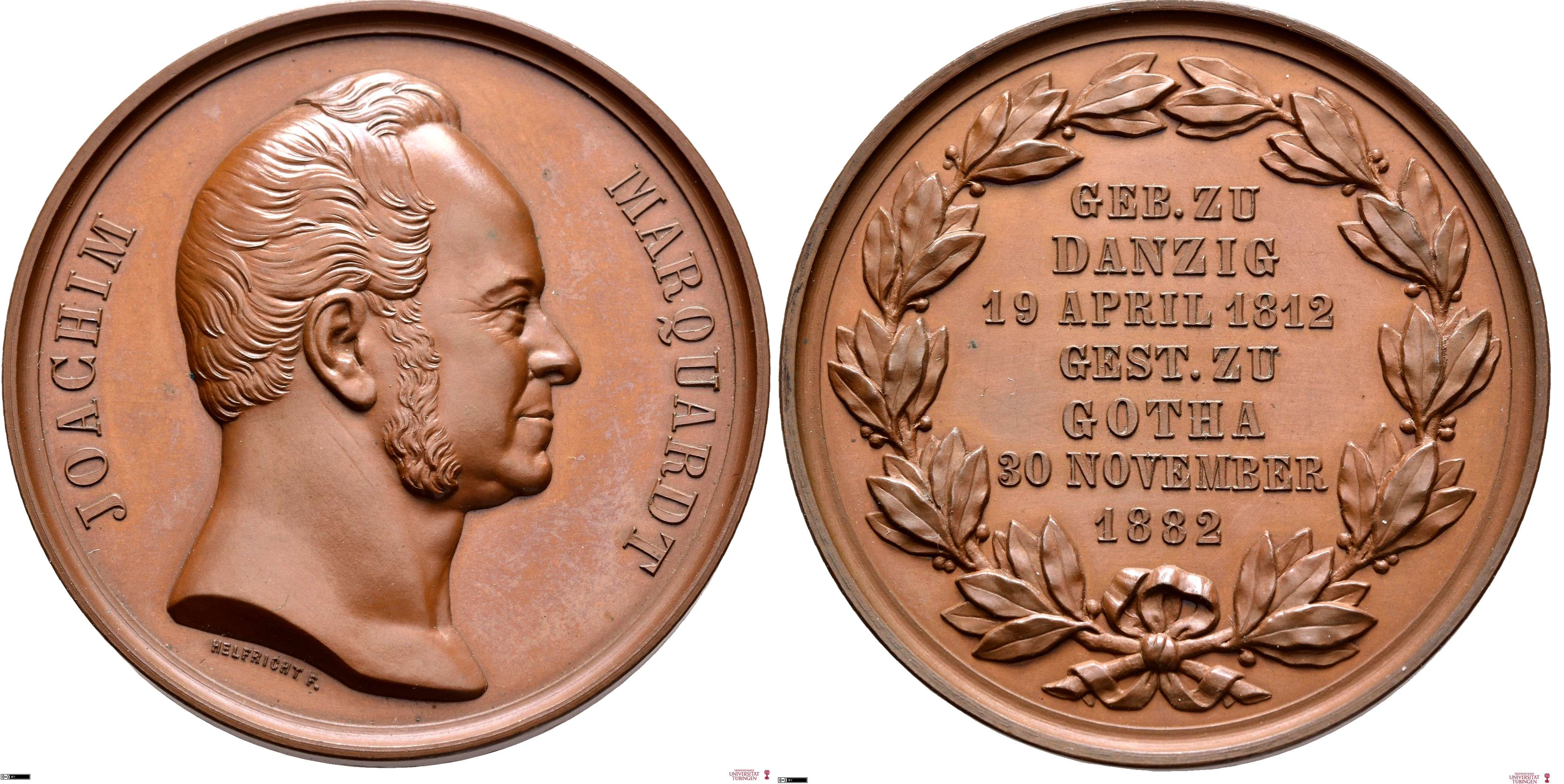
Médaille Karl-Joachim-Marquardt 1883

Pour honorer sa mémoire, une médaille en bronze (de 45 mm) a été frappée à l'occasion de sa mort le 30 novembre 1882, par l'orfèvre Friedrich-Ferdinand Helfricht (1809-1892). Face : JOACHIM <> MARQUARDT --- Buste nu avec barbe tourné vers la droite, signé : HELFRICHT F. Côté pile : Sept lignes de texte entre deux lauriers : GEB. ZU / DANZIG / 19 APRIL 1812 / GEST. ZU / GOTHA / 30. NOVEMBER / 1882

Le lycée de Gotha fit l'acquisition de 50 de ces médailles pour récompenser ses lauréats,.